# Louis-Marie de Blignières

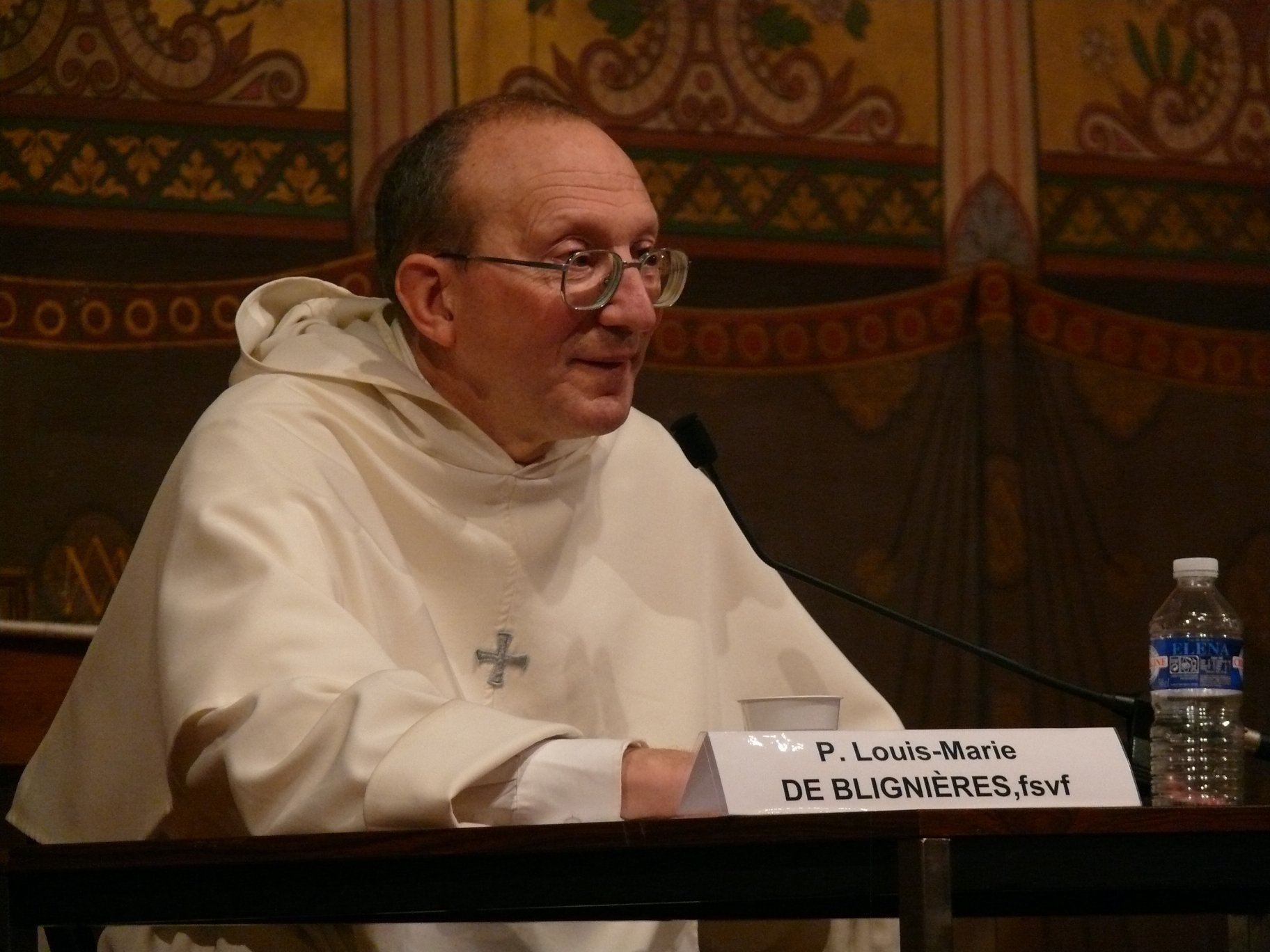
Louis-Marie de Blignières, 2014

Louis-Marie de Blignières (* 1949 in Madrid; eigentlich Olivier Le Barbier de Blignières) ist der amtierende Prior der altrituellen katholischen Fraternité Saint-Vincent-Ferrier.

## Leben und Wirken
Nach seiner Schulzeit in Paris (1956–1967) studierte Olivier de Blignières 1967–1972 an der École Sainte-Geneviève de Versailles und an der Faculté des Sciences d’Orsay. Die Jahre 1972–1975 verbrachte er in einem Schweizer Benediktinerkloster. Sein Theologiestudium schloss er in der Priesterbruderschaft St. Pius X. ab und wurde 1977 durch den Erzbischof Marcel Lefebvre zum Priester geweiht. Er hat neben der Theologie weitere Studienabschlüsse in Mathematik und Astrophysik sowie einen Doktortitel in Philosophie, den er mit der Schrift Le mystère de l’être. L’approche thomiste de Guérard des Lauriers erlangte.
1979 gründete er die Fraternité Saint-Vincent-Ferrier in Chémeré-le-Roi (Mayenne; Frankreich), die sich auf die Traditionen des Dominikanerordens beruft und auch dessen alte Ordensliturgie (Stand 1962) feiert. Zeitweilig stand er Michel Louis-Bertrand Guérard des Lauriers und seinen sedisprivationsistischen Ansichten nahe. 1988 stellten sich de Blignières und seine Fraternité gegen Marcel Lefebvre (1988 exkommuniziert; † 1991) und wurden durch die päpstliche Kommission Ecclesia Dei in die „volle Gemeinschaft der katholischen Kirche“ aufgenommen. 1998 und erneut 2004 wurde Pater Louis-Marie de Blignières zum Prior des Klosters Saint-Thomas d’Aquin in Chéméré gewählt.
Er ist Sohn des französischen Kriegshelden und OAS-Verantwortlichen Hervé Le Barbier de Blignières (1914–1989) sowie Bruder des ebenfalls im Umfeld des katholischen Traditionalismus tätigen Publizisten Hugues Keraly (eigentlich Hugues-Emmanuel Le Barbier de Blignières) und des Paters Bruno de Blignières (Arnaud Le Barbier de Blignières) der Priesterbruderschaft St. Petrus.

## Schriften (Auswahl)
- mit Bernard Lucien: Ad quosdam episcopos de Sanctae Ecclesiae statu epistola et de quibusdam hodiernis erroribus commentarium ; quibus accedit appendix de oppositione inter Concilium Vaticanum II et encyclicam “Quante cura”. Sancti Thomae Aquinatis Societas, Paris 1983, OCLC 65516552.
- Le mystère de l’être. L’approche thomiste de Guérard des Lauriers. Avec la traduction de tous les textes où saint Thomas traite de la “nature de l’être” (= Bibliothèque thomiste. Band 60). J. Vrin, 2007, ISBN 978-2-7116-1965-8, ISSN 0770-4747.
- De Marie à la trinité. Méditations sur les mystères du rosaire. Dominique Martin Morin, Poitiers 2011, ISBN 978-2-85652-320-9.
- Le mystère du Christ. Dominique Martin Morin, Poitiers 2013, ISBN 978-2-85652-340-7.